# 鷹場區 (昆士蘭州)
鷹場是個以工業區為主的市轄區，距離布里斯本市區6公里，是以前的布里斯本機場所在地。

## 外部連結
- University of Queensland: Queensland Places: Eagle Farm（页面存档备份，存于）
- Queensland Turf Club

27°25′59″S 153°04′59″E / 27.433°S 153.083°E